# 凉山香茅
凉山香茅（学名：Cymbopogon liangshanensis）为禾本科香茅属下的一个种。

## 扩展阅读
維基物種上的相關：凉山香茅